# Lugo (Spanyolország)
Lugo (galiciai nyelven, kiejtése: [ˈluɣo] vagy [ˈluħo]) Spanyolország Galicia nevű autonóm közösségének negyedik legnagyobb városa, Lugo tartomány székhelye. A 2013-as népszámlálás szerint lakossága 99 241 fő, a körzetébe tartozó területtel együtt összesen 125 000 fő. A város történelmi hagyományairól, kulturális és éjszakai életéről, illetve a Club Baloncesto Breogán nevű focicsapatáról ismert. A Camino de Santiago hagyományos zarándok-útvonalnak egyik jelentős állomása, jelenleg tartományi központ.

## Táji- környezeti jellemzők
Lugo a Galiciát Asturiától elválasztó Bierdzo Cordilleráktól nyugatra terül el, La Corunna és León felől az N VI-os főúton, illetve az A 6-os (Astorga-León közt AP71) autópályán, valamint a La Corunnába futó vasútvonalon közelíthető meg. Lugo tulajdonképpen fontos közúti közlekedési csomópontnak is tekinthető, mivel minden égtáj felől érkeznek különféle kategóriájú utak,- és fonnak koszorúba a várostest köré - amelyek a tartományon kívüli fontos gazdasági, idegenforgalmi, turisztikai feltárók és kapcsolatszerkesztők is.

## Történelem
Lugo a kelták korától ismert ősi település, amelyet a rómaiak a III. században hódítottak meg és falakkal vettek körül. Az V. században a germánok égették fel, majd a mórok hatalmába került. 755-ben I. Alfonz foglalta vissza az araboktól, 969-ben rövid időre a normannok foglalták el. Ezt követően a napóleoni időszakig mintegy évezredes nyugalmat élt meg a város. Ennek meggyőző bizonyítéka a mindmáig épségben megmaradt - a várost szegélyező - római fal, amely napjainkban sétány, ahonnan jól át lehet tekinteni a Mifio folyó mentén elterülő várost. (A római falat 50 félköríves bástya védi. A 2 km hosszú fal legszebb kapuja, a két bástya között nyíló Puerta de Santiago, falán római domborművel).

## Népesség
Lakossága mintegy 100 000 fő.
| Lugo (Spanyolország) népességszám-változása 1970 és 2013 között |        |        |        |        |        |
| 1970                                                            | 1981   | 1991   | 2001   | 2010   | 2013   |
| 63 604                                                          | 72 574 | 83 242 | 88 414 | 97 635 | 99 241 |

## Oktatás
Egyetemét 1532-ben alapították. Jogi, orvosi és gyógyszerész-fakultással, 40 000 kötetes könyvtárral rendelkezik.
>>

## Kultúra, művelődés
>>

## Nevezetességei
- A Plaza Mayor: Itt emelkedik a szép rokokó homlokzatú, árkádos, 18. századi városháza (Ayuntamient).
- Katedrális: a majd mindegyik stíluskorszakból valamit őriz, s amelyet egy nyugati-gót templom helyén 1129-ben kezdtek építeni. Az egy tornyú katedrális háromhajós, latinkereszt alaprajzú, s elrendezése a compostelai templom hatását tükrözi. Az eredetileg román stílusú templom később gótikus, neoklasszicista, majd barokk toldalékokat kapott. 1520-ban készült északi, gótikus kapujának timpanonját XII. századi Krisztus kompozíció díszíti. A templom homlokzata XVIII. század végi, s meglehetősen elüt a régebbi résztől. A templombelsőben a Capilla de Nuestra Senora de los Ojos Grandes (a nagyszemű Miasszonyunk kápolnájának) dísze a szép churriguereszk stílusú szárnyasoltár. Nagyon artisztikus a boltíves barokk kerengő.
- Santo Dominqo-templom; a XIV. századi kapuja román kori, belsejét azonban churriguereszk stílusban átépítették.
- Iglesia de San Francisco - a kolostorral - 1510-ből való.
- Iqlesia de la Nova : neoklasszicista, barokk hatású.
- Tartományi Múzeum, a Museo Provincial:
- Rosalia de Castro-park, ahol a folyót egy római híd íveli át.
- Temas romanas (római fürdő)
- Casa do Concello
- Pazo de San Marcos
- Pazo Espiscopal
- Praza de San Domingos
- Praza do Campo
- Templo Romano de Santalla de Bóveda (Római templom)
- Rúa Nova
- Igrexa de San Froilán
- Igrexa de Santiago A Nova
- Praza de Santa María
- Praza do Campo Castelo
- Parque de Rosalía de Castro.
- Capela de San Roque
- Museo Interactivo da Historia de Lugo
- Domus do Mitreo (Roman kúria)
- Casa dos Saavedra
- Casa dos Montenegro
- Casa do Rexedor Santiso

## Testvértelepülések
- Dinan, Franciaország
- Ferrol, Galicia (Spanyolország)
- Viana do Castelo, Portugália
- Qinhuangdao, Kína
- Kínai nagy fal (Lugo városfala)

## Népesség
A település lakosságának változását az alábbi diagram mutatja:
| Lakosok száma | 88 901 | 91 426 | 93 853 | 96 678 | 98 457 | 98 560 | 97 995 | 98 276 | 97 211 | 99 482 |
|               | 2001   | 2004   | 2007   | 2009   | 2012   | 2014   | 2017   | 2019   | 2022   | 2024   |